# Everton Ribeiro
Everton Augusto de Barros Ribeiro (Arujá, 10 april 1989) - alias Everton Ribeiro - is een Braziliaans voetballer die als offensieve middenvelder speelt. Hij verruilde Al-Ahli in juni 2017 voor Flamengo.

## Clubcarrière
Everton Ribeiro debuteerde in 2007 in het shirt van Corinthians. In 2008 werd hij voor twee jaar uitgeleend aan São Caetano. In 2011 trok de offensief ingestelde middenvelder naar Coritiba, dat hem na twee seizoenen voor anderhalf miljoen euro verkocht aan Cruzeiro. In 2013 werd hij landskampioen met Cruzeiro. Met vijf doelpunten en acht assists in 30 wedstrijden had de Braziliaan een groot aandeel in het behalen van de landstitel. In januari 2015 werd hij voor 15 miljoen euro verkocht aan Al-Ahli, een club uit de Verenigde Arabische Emiraten. In juni 2017 vertrok Everton Ribeiro naar Flamengo.

## Interlandcarrière
Everton Ribeiro kwam vijfmaal uit voor Brazilië onder 20. Hij werd op 19 augustus 2014 door Braziliaans bondscoach Dunga opgeroepen voor interlands tegen Colombia en Ecuador. Hij debuteerde op 6 september 2014 in het Braziliaans voetbalelftal, als invaller voor Willian tegen Colombia. Brazilië won de oefeninterland met 1–0 dankzij een doelpunt van Neymar. Everton Ribeiro maakte een jaar later ook deel uit van de Braziliaanse ploeg op de Copa América 2015.

## Erelijst
Coritiba
- Campeonato Paranaense: 2011, 2012

 Cruzeiro
- Campeonato Brasileiro Série A: 2013, 2014
- Campeonato Mineiro: 2014

 Al-Ahli
- Arabian Gulf League: 2015/16
- Arabian Gulf Super Cup: 2014, 2016
- Arabian Gulf Cup: 2016/17

 Flamengo
- Campeonato Brasileiro Série A: 2019
- Campeonato Carioca: 2019, 2020
- Supercopa do Brasil: 2020
- CONMEBOL Recopa: 2020
- CONMEBOL Libertadores: 2019, 2022

 Brazilië onder 20
- Zuid-Amerikaans kampioenschap voetbal onder 20: 2009

Individueel
- Campeonato Brasileiro Série A Beste Speler: 2013, 2014
- Campeonato Brasileiro Série A Team van het Jaar: 2013, 2014, 2019
- Campeonato Brasileiro Série A Meeste Assists: 2013, 2014
- Campeonato Brasileiro Série A Beste Speler verkozen door Publiek: 2019
- Bola de Ouro: 2013
- Bola de Prata: 2013
- Campeonato Carioca Team van het Jaar: 2019, 2020